# Polypedilum callimorphus
Polypedilum callimorphus är en tvåvingeart som först beskrevs av Jean-Jacques Kieffer 1911. Polypedilum callimorphus ingår i släktet Polypedilum och familjen fjädermyggor.
Artens utbredningsområde är Myanmar. Inga underarter finns listade i Catalogue of Life.